# Complexo Itapetim

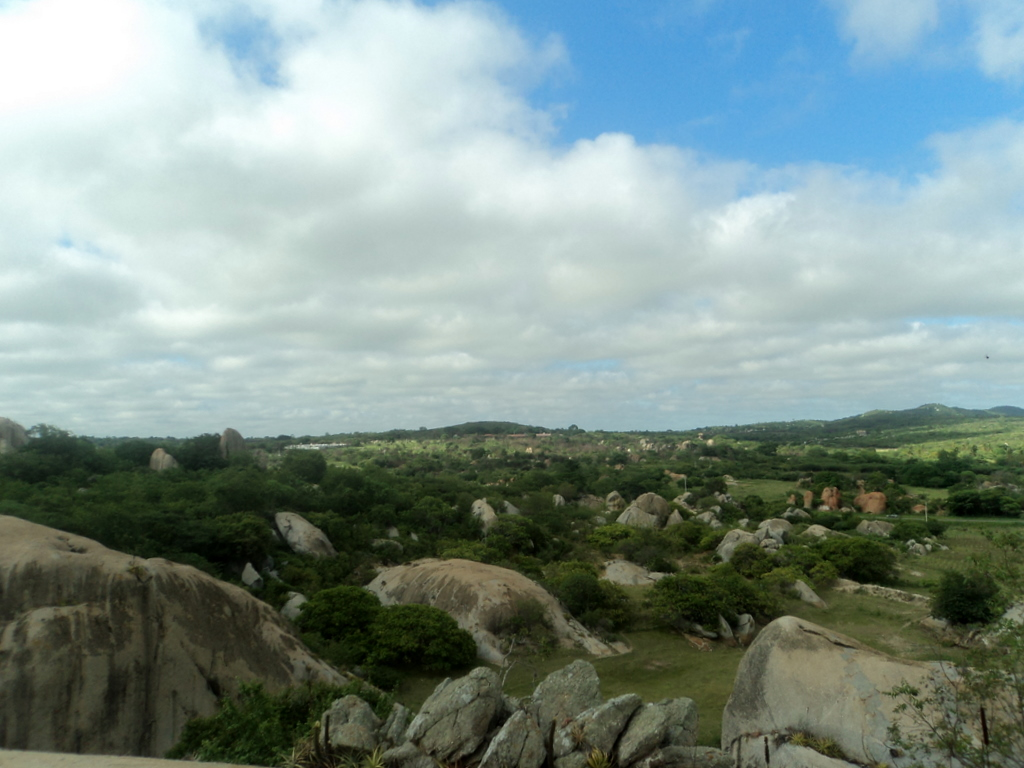
Inselbergues em Brejinho, Pernambuco

O Complexo Itapetim, também chamado de Complexo Granítico Itapetim, é uma grande e dispersa formação rochosa localizada na região do Sertão do Pajeú, no estado de Pernambuco, Brasil. Essa formação neoproterozóica tem origem ígnea plutônica e foi originada durante a Orogênese Brasiliana, há cerca de 638 milhões de anos atrás, e constitui uma intrusão sin-tectônica associada ao evento D3. O complexo é caracterizado pela presença de vários inselbergues graníticos e gnáissicos, com uma alta concentração no município de Itapetim.

## Geologia

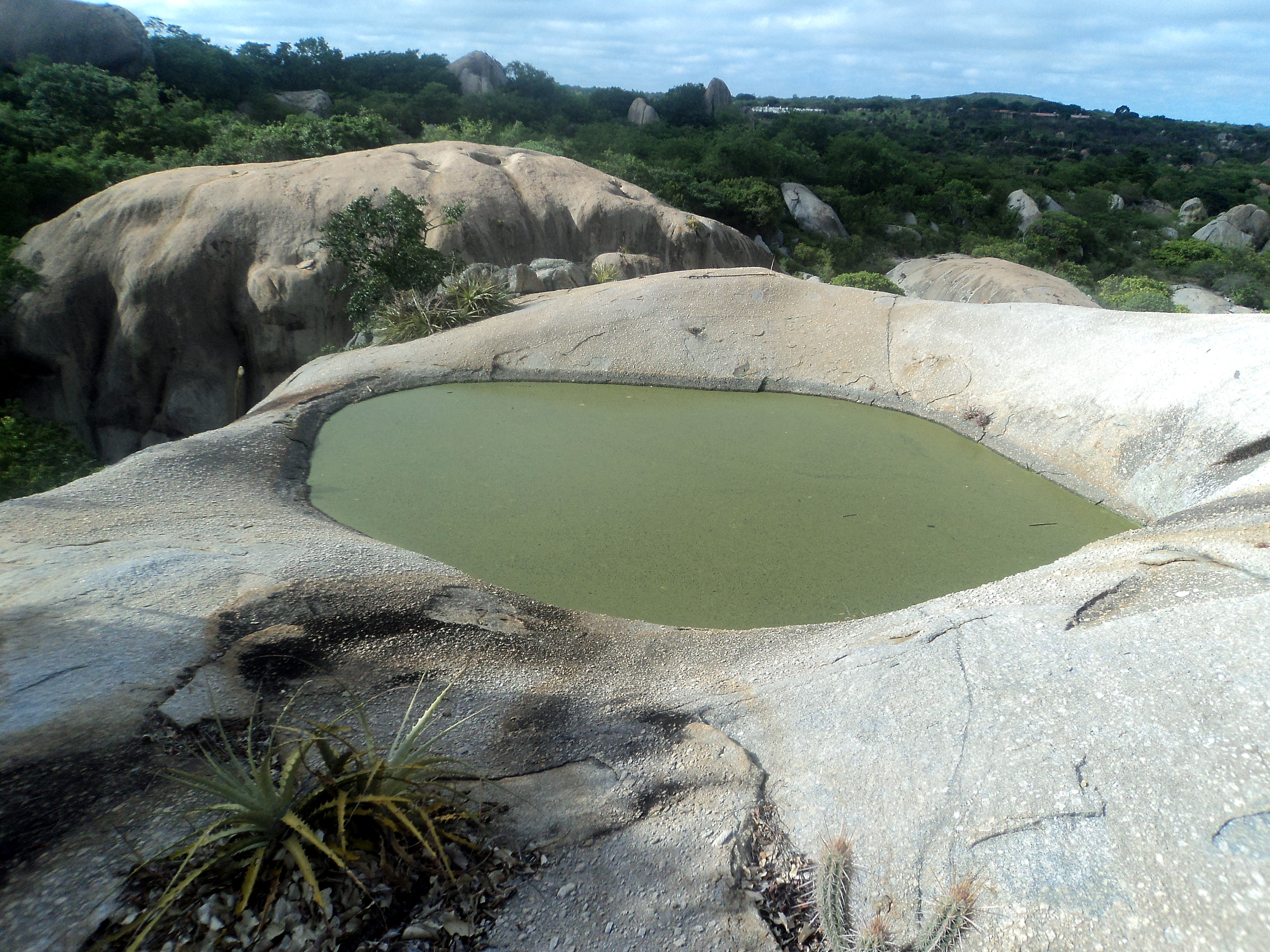
Topo de um inselbergue em Brejinho, Pernambuco. Nota-se a textura granular típica de rochas graníticas.

O Complexo Itapetim faz parte do Lineamento Patos, uma importante cadeia de montanhas. A formação é composta principalmente por monzogranitos porfiríticos, que se formaram a partir de atividades vulcânicas antigas. Além disso, o complexo apresenta enclaves de rochas dioríticas, ricas em ferro e magnésio. Entre os minerais predominantes no complexo estão a caulinita, quartzo, feldspato potássico, ouro, ferro, magnésio e turmalina.
A formação está em contato com rochas de diferentes idades: ao sul e a leste, faz contato com supracrustais e granitos gnáissicos formados durante o evento mesoproterozóico Cariris Velhos. Ao noroeste, o complexo interage com uma faixa de gnaisses de idade paleoproterozóica, que são rochas metamórficas mais antigas.

## Atividade vulcânica
A proximidade do Complexo Itapetim com a Serra Preta, localizada em São José do Egito, sugere a ocorrência de atividade vulcânica na região no passado geológico. Essa associação reforça a ideia de que a formação granítica tenha sido influenciada por processos vulcânicos antigos.

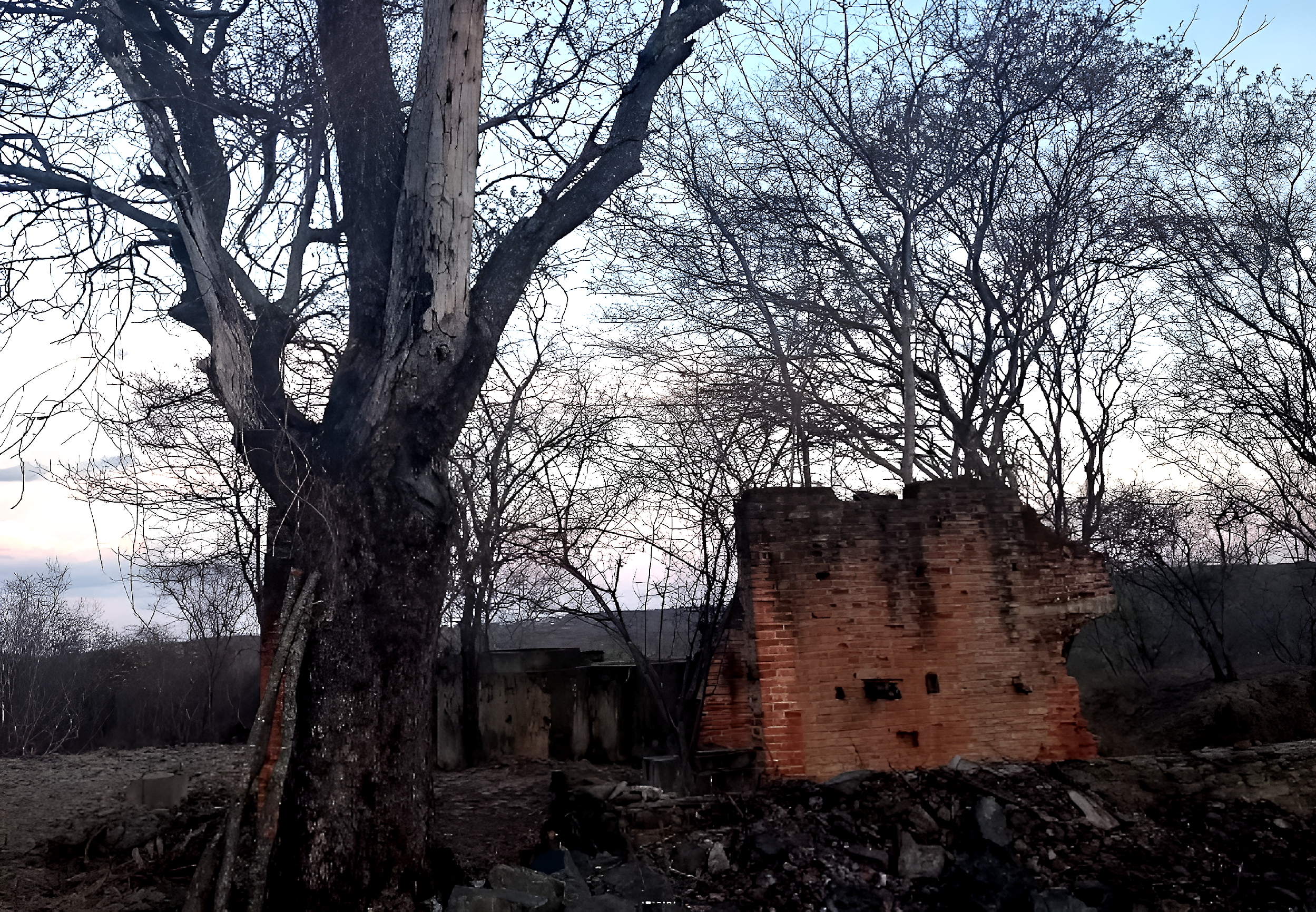
Ruínas de uma antiga mina de ouro na comunidade rural de Pimenteira do Ouro, Itapetim, Pernambuco

## Exploração
O Complexo Itapetim é rico em minerais como ferro, quartzo, magnésio e ouro. Durante a segunda metade do século XX, a região foi explorada pela mineração de ouro em diversos locais, com destaque para a Mina de Piedade do Ouro, localizada em Itapetim, que operou da década de 1940 até 1985. Além disso, a área também foi utilizada para a construção de trincheiras na Serra do Teixeira, na Paraíba.